# Alfredo Ortuño
Alfredo Ortuño Martínez (ur. 21 stycznia 1991 w Yecla) – hiszpański piłkarz występujący na pozycji napastnika w Albacete Balompié.